# Karl-Eduard von Schnitzler

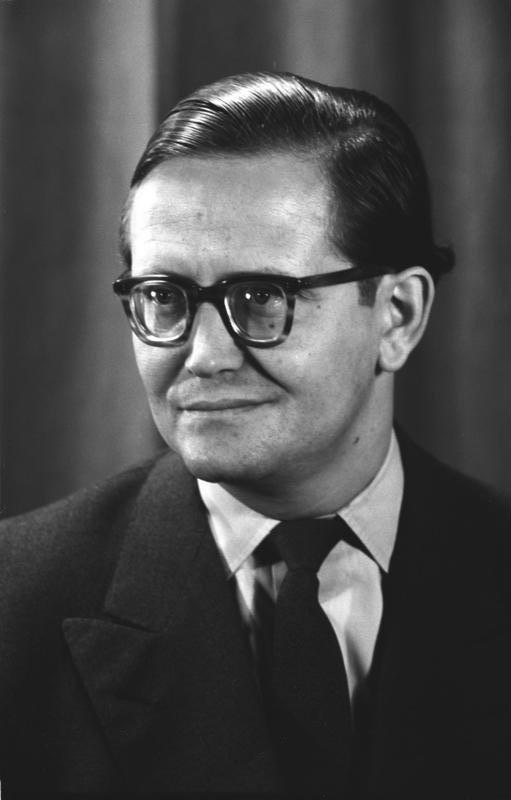
Karl-Eduard von Schnitzler, 1956

Karl-Eduard von Schnitzler (Dahlem, Berlijn, 28 april 1918 – Zeuthen, 20 september 2001) was een Oost-Duits propagandist en presentator van het televisieprogramma Der schwarze Kanal, in dienst van de communistische DDR, van 21 maart 1960 tot 30 oktober 1989.
Schnitzler is geboren in Berlijn als zoon van de Duitse viceconsul Julius Eduard von Schnitzler. Zijn vader was afkomstig uit een Keuls geslacht van bankiers en werd in 1913 door Pruisen in de adelstand verheven. Karl-Eduard von Schnitzler ging naar een kostschool in Bad Godesberg en werd in 1932 lid van de Sozialistische Arbeiter-Jugend, de jeugdorganisatie van de Sozialdemokratische Partei Deutschlands. Na zijn examen aan de middelbare school begon hij in 1937 met een studie medicijnen aan de Universiteit van Freiburg. Deze studie brak hij af en begon een commerciële opleiding in Keulen.
Met het uitbreken van de Tweede Wereldoorlog in 1939 werd Schnitzler opgeroepen voor de Wehrmacht. In 1944 werd hij na Operatie Overlord in Frankrijk krijgsgevangen gemaakt. Na zijn gevangenneming begon hij te werken voor het Britse Ministry of Information en de BBC. Na de Duitse capitulatie in 1945 ging hij naar de Britse bezettingszone in Duitsland waar hij werkte voor de Nordwestdeutscher Rundfunk. In 1947 werd hij ontslagen omdat hij communistische propaganda zou hebben verspreid.
Schnitzler vertrok naar de Sovjet-bezettingszone in Duitsland en ging werken voor de Oost-Duitse Berliner Rundfunk en de Deutschlandsender. In 1948 werd hij lid van de Sozialistische Einheitspartei Deutschlands (SED). In de jaren vijftig werkte hij mee aan een aantal televisieprogramma's en op 21 maart 1960 verzorgde hij de eerste uitzending van Der Schwarze Kanal. Dit programma was een antwoord op het West-Duitse programma Die Rote Optik, een anti-communistisch programma dat de ARD van 1958 tot 1960 uitzond. Juist in dit programma kon hij zijn antisemitisme vrijelijk uiten.
Tot eind 1989 verzorgde Schnitzler Der Schwarze Kanal, dat wekelijks op maandagavond gedurende 20 minuten werd uitgezonden. In dit programma monteerde hij fragmenten van de West-Duitse televisie en voorzag deze montage van bijtende commentaren. Vanwege deze commentaren kreeg hij de bijnaam Sudel-Ede en ging de grap dat hij Karl-Eduard von Schni heette: de televisie was al uitgezet vóór zijn achternaam was uitgesproken. In 1978 werd Schnitzler lid van het Centraal Comité van de SED.
In 1989 tijdens de Wende werd Der Schwarze Kanal na 1519 afleveringen stopgezet. Schnitzler voorkwam zijn royement als partijlid door uit de PDS, de opvolger van de SED, te stappen. Hij werd lid van de Deutsche Kommunistische Partei. In 1997 gaf Schnitzler in een interview met Spiegel-TV aan nog volledig achter de bouw van de Berlijnse Muur te staan. In 2001 overleed hij als gevolg van een longontsteking.
- Bibsys: 90362390
- Bibliothèque nationale de France: cb149317153 (data)
- Gemeinsame Normdatei: 11886517X
- International Standard Name Identifier: 0000 0000 5122 3248
- Library of Congress Control Number: no90013145
- Nationale Bibliotheek van Tsjechië: vse20241225559
- Nationale Bibliotheek van Israël: 987007344864405171
- Nationale Bibliotheek van Polen: a0000003118359
- Nederlandse Thesaurus van Auteursnamen: 31517367X
- Système universitaire de documentation: 095097996
- Virtual International Authority File: 32794282
- WorldCat: E39PBJwHjVXwYJtVDtc8CwrTHC